# Championnat d'Estonie de football de deuxième division 2010
Navigation
Esiliiga 2009 Esiliiga 2011
Le Championnat d'Estonie de football D2 2010 est la 20e édition du second échelon du football estonien, l'Esiliiga. Elle se déroule de mars à novembre.
C'est le tenant du titre, le Levadia II Tallinn qui remporte la compétition après avoir terminé en tête du classement final, avec dix-sept points d'avance sur le Flora II Tallinn et vingt sur l'Ajax Lasnamäe. Levadia II et Flora II n'ont pas pu accéder à la Meistriliiga comme le veut le règlement puisque l'accès en est interdit aux équipes réserve. C'est l'Ajax Lasnamäe qui en a profité, en tant que troisième du championnat.

## Participants
| Club               | Ville   |
| ------------------ | ------- |
| Ajax Lasnamäe      | Tallinn |
| Flora II Tallinn   | Tallinn |
| Flora Rakvere      | Rakvere |
| Levadia II Tallinn | Tallinn |
| Orbiit Jõhvi       | Jõhvi   |
| Tallinna Kalev     | Tallinn |
| Kiviõli Tamme Auto | Kiviõli |
| Legion Tallinn     | Tallinn |
| Vaprus Pärnu       | Pärnu   |
| Warrior Valga      | Valga   |

## Compétition
Le classement est calculé avec le barème de points suivant : une victoire vaut trois points, le match nul un. La défaite ne rapporte aucun point.
Critères de départage :
1. Le moins de matchs annulés ou reportés ;
2. Le nombre général de victoires ;
3. Faces-à-faces ;
4. Différence de buts dans les faces-à-faces ;
5. Meilleure différence de buts générale ;
6. Nombre général de buts marqués

| Rang | Équipe               | Pts  | J  | G  | N | P  | Bp  | Bc | Diff |
| ---- | -------------------- | ---- | -- | -- | - | -- | --- | -- | ---- |
| 1    | Levadia II Tallinn T | 89   | 36 | 28 | 5 | 3  | 107 | 28 | +79  |
| 2    | Flora II Tallinn     | 72   | 36 | 22 | 6 | 8  | 93  | 45 | +48  |
| 3    | Ajax Lasnamäe        | 69   | 36 | 20 | 9 | 7  | 71  | 38 | +33  |
| 4    | Kiviõli Tamme Auto   | 57   | 36 | 17 | 6 | 13 | 85  | 72 | +13  |
| 5    | Tallinna Kalev R     | 53-4 | 36 | 17 | 6 | 13 | 67  | 65 | +2   |
| 6    | Legion Tallinn       | 39   | 36 | 11 | 6 | 19 | 57  | 81 | -24  |
| 7    | Vaprus Pärnu         | 37   | 36 | 10 | 7 | 19 | 57  | 78 | -21  |
| 8    | Warrior Valga        | 36   | 36 | 10 | 6 | 20 | 57  | 90 | -33  |
| 9    | Flora Rakvere        | 31-2 | 36 | 10 | 3 | 23 | 45  | 95 | -50  |
| 10   | Orbiit Jõhvi P       | 22   | 36 | 6  | 4 | 26 | 35  | 82 | -47  |

Promotions
- Promotion en Meistriliiga 2011
- Qualification pour les barrages de promotion

Relégations
- Relégation en II liiga 2011
- Barrages de relégation

Abréviations
- T : Tenant du titre
- P : Promus de II liiga 2009
- R : Relégués de Meistriliiga 2009

Note
-4 et -2 : Le Tallinna Kalev commence la saison avec 4 points de retard, après appel. Le Flora Rakvere commence la saison avec 2 points de retard. C'est la sanction infligée par l'EJL, en raison d'absence de documents lors de leur inscription au championnat et de la mauvaise attitude générale des deux clubs.

### Matchs
Première phase
| Résultats (▼dom., ►ext.)                                   | AJX | FLO | RAK | LEV | ORB | TKL | TMA | TJK | VPR | WAR |
| Ajax Lasnamäe                                              |     | -   | 3-2 | 2-2 | -   | -   | -   | -   | -   | -   |
| Flora II Tallinn                                           | 0-0 |     | -   | 1-0 | -   | -   | -   | -   | -   | -   |
| Flora Rakvere                                              | -   | -   |     | -   | -   | -   | 2-1 | -   | 1-4 | -   |
| Levadia II Tallinn                                         | -   | -   | -   |     | -   | -   | 3-0 | -   | -   | -   |
| Orbiit Jõhvi                                               | -   | -   | -   | -   |     | -   | -   | 0-1 | 0-0 | 0-2 |
| Tallinna Kalev                                             | -   | -   | 1-0 | -   | 1-0 |     | -   | -   | -   | 4-1 |
| Kiviõli Tamme Auto                                         | -   | 2-2 | -   | -   | -   | -   |     | -   | -   | -   |
| Legion Tallinn                                             | 1-2 | -   | -   | -   | -   | 1-4 | -   |     | -   | -   |
| Vaprus Pärnu                                               | -   | 3-1 | -   | -   | -   | -   | -   | 2-3 |     | -   |
| Warrior Valga                                              | -   | -   | -   | 0-3 | -   | -   | 0-4 | -   | -   |     |
| - Victoire à domicile - Match nul - Victoire à l'extérieur |     |     |     |     |     |     |     |     |     |     |

### Barrage promotion / relégation
Afin de déterminer le 10e club participant à la Meistriliiga la saison prochaine, le 9e de D1 affronte le 4e de D2. C'est le FC Kuressaare qui va jouer sa place parmi l'élite face au Kiviõli Tamme Auto, club de deuxième division.
| Équipe 1           | Résultat | Équipe 2                | Aller | Retour |
| ------------------ | -------- | ----------------------- | ----- | ------ |
| FC Kuressaare (D1) | 4 - 2    | (D2) Kiviõli Tamme Auto | 1 - 2 | 3 - 0  |

Afin de déterminer le 10e club participant à l'Esiliiga la saison prochaine, le 8e de D1 affronte le 2e de D3. C'est le Warrior Valga qui va jouer sa place en deuxième division face à l'Atletik Tallinn, club de troisième division.
| Équipe 1           | Résultat | Équipe 2             | Aller | Retour |
| ------------------ | -------- | -------------------- | ----- | ------ |
| Warrior Valga (D2) | 1 - 3    | (D3) Atletik Tallinn | 1 - 3 | 0 - 0  |

## Statistiques

### Classement des buteurs
| Rang | Nom              | Équipe             | Buts |
| 1    | Tõnis Starkopf   | Kiviõli Tamme Auto | 28   |
| 2    | Sergei Tasso     | Ajax Lasnamäe      | 24   |
| 3    | Artur Rättel     | Levadia II Tallinn | 18   |
| 4    | Jaan Leimann     | Flora II Tallinn   | 15   |
| 5    | Dmitri Kirilov   | Kiviõli Tamme Auto | 14   |
| 5    | Maksim Kisseljov | Legion Tallinn     | 14   |